# Дарас, Богдан
Богдан Дарас (27 апреля 1960, Пётркув-Трыбунальский, Лодзинское воеводство — 23 марта 2025) — польский борец греко-римского стиля, двукратный чемпион мира 1985 и 1986 годов, двукратный серебряный призёр чемпионатов Европы (1986, 1987). Участник летних Олимпийских игр 1988 года.

## Биография
Богдан Дарас начал заниматься борьбой с 1971 года. Богдан при росте 181 см весил около 85 кг и выступал в основном в среднем весе. Его тренерами были Ян Адамашек, Ян Ставовски и Станислав Кшесинский.
В 1984 году Дарас впервые стал чемпионом Польши и в этом же году принял участие в полутяжелом весе на чемпионате Европы в Йенчепинге. В двух своих боях проиграл греку Позидису и многократному чемпиону мира Игорю Каныгину из Советского Союза. Занял итоговое 7-е место в своей группе «А» и 13-е место в общем зачете.
В 1985 году поляк добился наивысших успехов. Сначала стал четвёртым на чемпионате Европы в Лейпциге в среднем весе, уступив румыну Сорину Херце в борьбе за бронзовую медаль, а затем на чемпионате мира в Колботне добился абсолютной победы в весовой категории до 82 кг, став чемпионом мира. В финале победил советского представителя Абдула Батталова по очкам.
В 1986 году занял второе место на чемпионате Европы в Греции. Уступил только Тибору Комароми из Венгрии. Осенью того же года Богдан сразился с Комароми за золотую медаль на чемпионате мира в Будапеште. Обоим борцам в финале не удалось завоевать очки, после чего оба были дисквалифицированы после 4,58 минут боя, им было присуждено 2-е место и серебряные медали. Но в следующем году изменился регламент и ассоциация борцов (FILA) отклонила это решение, объявив обоих финалистов чемпионами мира.
В следующем году на чемпионате Европы в Тампере Дарас завоевал титул вице-чемпиона Европы. В финале он уступил Сергею Насевичу из СССР по очкам.
В 1988 году принял участие в единственной своей Олимпиаде. Занял 8-е место в среднем весе, завершив свою международную карьеру борца. По ходу турнира одержал победу над Эрнесто Раззино из Италии и У. Родригесом из Пуэрто-Рико, с небольшим перевесом уступил Михаилу Мамиашвили из СССР и Горану Касуму из Югославии, а в борьбе за 7-е место проиграл американцу Джону Моргану со счетом 7-8.
Впоследствии Богдан Дарас переехал в Федеративную Республику Германия. Много лет боролся за «VfK Schifferstadt» в 1-й Бундеслиге. Работал тренером в «KSG Людвигсхафен». В сезоне 2006 года привел свой клуб к чемпионскому титулу в Оберлиге земли Рейнланд-Пфальц и, таким образом, к переходу в региональную лигу.
Умер 23 марта 2025 года.